# Andrzej Sapija
Andrzej Sapija (ur. 4 stycznia 1954 we Wrocławiu) – polski reżyser, głównie filmów dokumentalnych.

## Życiorys
Absolwent Wydziału Filozoficzno-Historycznego Uniwersytetu Wrocławskiego, Państwowej Wyższej Szkoły Sztuk Plastycznych we Wrocławiu i Państwowej Wyższej Szkoły Filmowej, Telewizyjnej i Teatralnej w Łodzi.
Autor kilkudziesięciu filmów dokumentalnych o sztuce i literaturze współczesnej, filmów z dziedziny historii najnowszej i współczesnych problemach m.in. „Stadion – największe targowiska Europy”, „Podaj cegłę, czyli polski socrealizm”, „Polskie Państwo Podziemne”, „Powstanie Warszawskie 60 lat później”. Za najważniejsze w twórczości Sapiji uznawane są filmy biograficzne, między innymi o Igorze Przegrodzkim, Tadeuszu Kantorze, Kazimierzu Karabaszu, Tadeuszu Różewiczu i Wojciechu Fangorze.
Reżyserował także spektakle Teatru Telewizji, m.in. "Przyjdę do Pani znów", "Zanim się przerwie srebrny sznur", "Zabić mężczyznę", "Co u pana słychać?" - tu również scenariusz i scenografia, "Madame de Sade", "Port Royal".
Wykładowca PWSFTViT w Łodzi i Laboratorium Reportażu Instytutu Dziennikarstwa Uniwersytetu Warszawskiego.
W 2023 został odznaczony Brązowym Krzyżem Zasługi.